# Els favorits de l'emperador Flavi Honori
Els favorits de l'emperador Flavi Honori és una pintura a l'oli sobre tela de l'artista prerafaelita John William Waterhouse realitzada el 1883.
L'escena presenta a l'emperador Flavi Honori alimentant els seus colomins, indiferents a la notícia que Roma ha caigut en mans dels invasors. Presenta un retrat condemnatori de l'emperador, per a qui la diversió de l'alimentació de l'aviram es va convertir en l'atenció seriosa i diària del monarca d'Occident, captiu en el seu propi palau, un estrany en el seu país, i espectador indiferent de la ruïna de l'imperi occidental, atacat i finalment conquerit pels bàrbars.
L'obra forma part de la col·lecció de la Galeria d'Art d'Austràlia del Sud, el qual també posseeix una altra obra de Waterhouse, Circe envejosa.

## Tema
L'obra representa l'escena descrita per Procopi a la seva obra La Guerra Vandàlica en que l'historiador recull la decadència de l'Imperi Romà amb una anècdota domèstica de l'emperador Flavi Honori:
| «                                            | En aquell moment, es diu que l'emperador Honori, instal·lat a Ravenna, va rebre el missatge d'un dels eunucs, evidentment, un guardià de l'aviram, que "Roma havia mort". L'emperador es va exclamar dient:" I no obstant això, acaba de menjar de les meves mans !", referint-se a una de les seves gallines anomenada Roma; l'eunuc escoltant les seves paraules, li precisa que era la ciutat de Roma la que havia mort a mans d'Alaric I, i l'emperador amb un sospir d'alleujament va respondre ràpidament: "Ah, bon amic, per un moment vaig pensar que era la meva gallina Roma la que havia mort". Tan gran, diuen, era la bogeria amb la qual estava posseït aquest emperador. | » |
| — Procopi, La Guerra Vandàlica (III.2.25-26) | |   |

La història, probablement només una llegenda, va passar quan els visigots van envair Itàlia l'any 401 i Honori va fugir de Milà i va traslladar la cort imperial a la ciutat més defensable de Ravenna. Allà, envoltat de pantans protectors, va abandonar Itàlia per als bàrbars, que, segons Procopi, van destruir ciutats i van matar sense distincions de sexe ni edat.

## Descripció

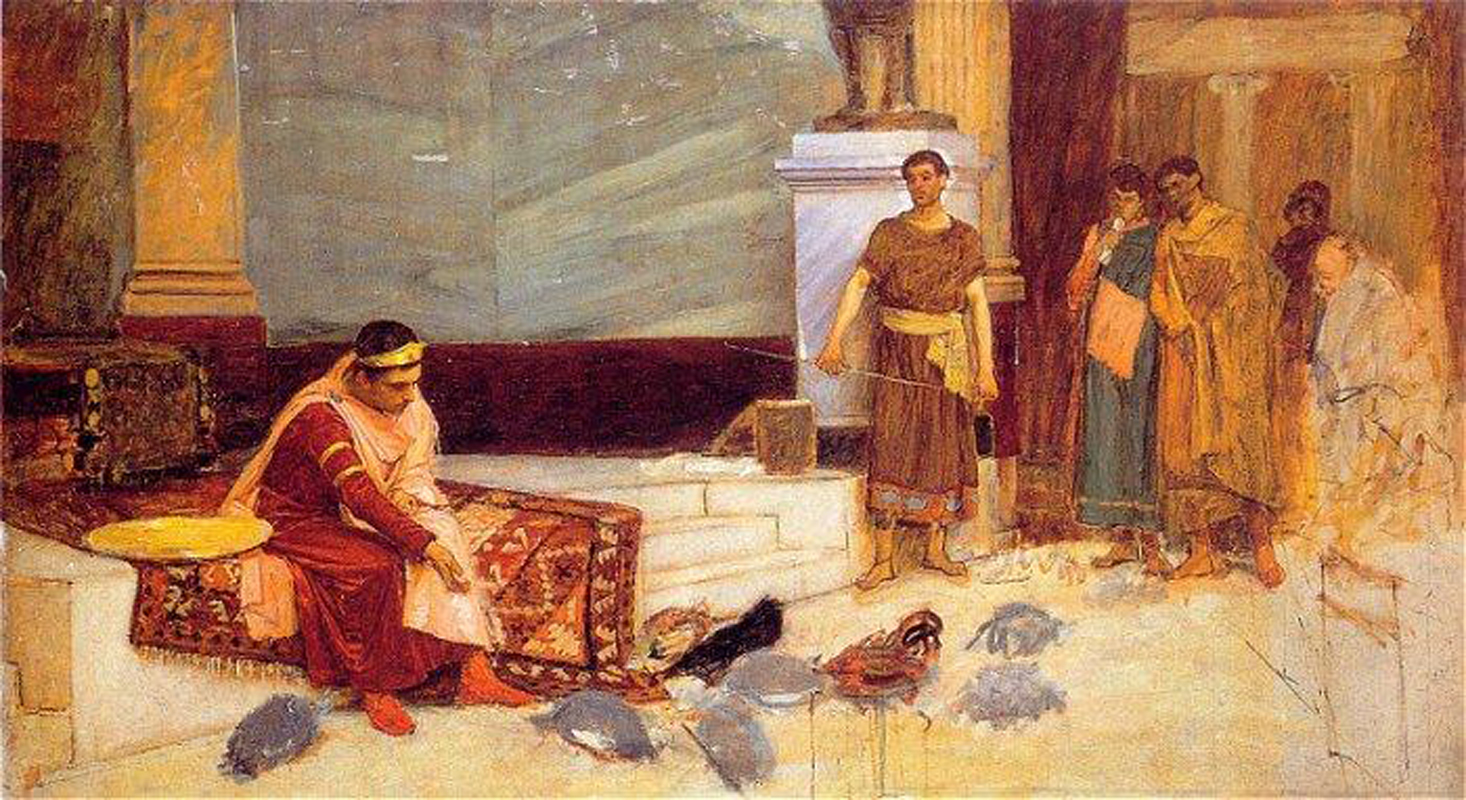
Estudi previ per a aquesta obra

La pintura descriu l'emperador romà Flavi Honori alimentant unes gallines que són sobre la catifa que hi ha davant seu; els colors foscos de la catifa i la seva roba defineixen l'espai. A una certa distància d'ell, estan els seus consellers que reclamen la seva atenció, i que juntament amb l'assistent, van vestits amb túniques més pàl·lides.
Waterhouse fa servir un recurs habitual en ell amb una composició amb una sola figura en oposició a un grup. La pintura no respecta fidelment la llegenda i aquí és un grup dels seus consellers i no un servent qui li porta les males notícies. Waterhouse incorpora subtils detalls com el gest impertinent de l'assistent del fons, amb la mà al maluc mentre darrere s'observen uns coloms volant a l'exterior. L'artista emfatitza la decrepitud imperial comparant Honori amb un posat encongit, amb el rostre a l'ombra enmig dels vapors del braser, en contraposició de la imatge d'August representat en l'estàtua al fons de la sala.